# Hexafluorophosphate de potassium
L'Hexafluorophosphate de potassium est un composé chimique de formule KPF6. Il s'agit d'un sel de cations potassium K+ et d'anions hexafluorophosphate PF6−. On le prépare habituellement par la réaction :
PCl5 + KCl + 6 HF → KPF6 + 6 HCl,
réaction exothermique réalisée dans le fluorure d'hydrogène liquide. Ce sel est stable dans les solutions aqueuses alcalines chaudes, à partir desquelles il peut être recristallisé. Les sels de sodium Na+ et d'ammonium NH4+ sont davantage solubles dans l'eau que le sel de potassium, lui-même plus soluble que les sels de rubidium Rb+ et de césium Cs+.
KPF6 est un réactif couramment utilisé en laboratoire comme source d'anions PF6−, qui rend ses sels lipophiles. 